# Востряковский проезд
Востряко́вский проезд — проезд на юге Москвы в районе Бирюлёво Западное от Харьковской улицы до Булатниковского проезда. Отделяет жилую часть района от промышленной зоны, все жилые дома расположены на нечётной стороне. В южной части соединяется с МКАД. Нумерация домов начинается от Харьковской улицы.

## История
В посёлке Бирюлёво до 1973 года существовало пять Востряковских улиц, до 1966 года называвшихся Лесная, Красноармейская, Некрасова, Парковая и Пушкинская. После застройки улицы были упразднены, а 31 мая 1973 года название, которое происходит от платформы Востряково Павелецкого направления МЖД, присвоено Проектируемому проезду № 4823.

## Здания и сооружения
На Востряковском проезде расположены:
- д. 3А — средняя общеобразовательная школа № 1242
- д. 3Б — детский сад № 884
- д. 5Б — средняя общеобразовательная школа № 925
- д. 5, к. 2 — в этом доме жил гроссмейстер Ратмир Холмов (1925—2006)[6]
- д. 10 — ТЭЦ-26 «Южная»[7]
- д. 11, к. 1, стр. 2 — почтовое отделение № 403[8]
- д. 11А — круглосуточный детский сад № 2235
- д. 13А — средняя общеобразовательная школа № 667
- д. 15, к. 5 — центр социального обслуживания (филиал)
- д. 15, к. 6 — детский сад № 1603
- д. 17, стр. 3А — универсам «Пятёрочка»[9]
- д. 17А — универсам «Перекрёсток»[10]
- д. 18А — автобусная станция «Бирюлёво-Западное»[11]
- д. 19А — детский сад № 1049
- д. 19Б — детский сад № 902
- д. 22 — АЗС № 190 «Гранд»
- д. 22А — колбасный завод «Востряково-2»
- д. 22Б — ЕИРЦ района Бирюлёво Западное
- д. 25, к. 2 — объединённая диспетчерская служба (ОДС) № 32[12]

## Транспорт
На Востряковскому проезду проходят:
- Автобусы:

м96: Бирюлёво Западное — Красный Маяк

м97: Бирюлёво Западное — Битцевская аллея

837:  Красногвардейская —  Тёплый Стан

933: Бирюлёво Западное — Станция Бирюлёво-Товарная

с908: Посёлок Измайлово — Платформа Чертаново
- Маршрутное такси:

609:  Пражская —  Битца (МЦД)